# Geertrui Mieke De Ketelaere
Geertrui Mieke De Ketelaere, née le 14 décembre 1970, est une ingénieure belge, spécialiste de l'intelligence artificielle (IA). Elle est une des voix les plus importantes dans ce domaine en Belgique.
Depuis 1996, elle travaille pour diverses grandes sociétés, comme Microsoft, IBM, SAP et SAS, sur les données et l'analyse. Depuis 2019, elle est directrice à l'Institut de microélectronique et composants (IMEC), centre de recherche en nanotechnologies pour les programmes en intelligence artificielle. En 2018, elle est nommée par Trends in Belgium comme ICT woman of the year. Depuis 2021, elle assiste le gouvernement belge dans la conception et la mise en œuvre de stratégies numériques.
L'intelligence artificielle étant omniprésente dans notre vie quotidienne, Geertrui Mieke De Ketelaere estime qu'il est important que tout le monde en comprenne le fonctionnement et pas seulement les experts. Elle en décrit les possibilités et les risques et donne les outils pour une utilisation éthiquement et durablement responsable de cette technologie.

## Biographie

### Formation
Geertrui Mieke De Ketelaere est née en Belgique le 14 décembre 1970. Après avoir obtenu un Master en Génie industriel à Gand, elle poursuit ses études en 1992 avec un Master en Robotique et électromécanique à l'Université de Stuttgart en Allemagne. Au cours de ses études, elle travaille sur l'apprentissage profond, (deep learning) un sous-domaine de l'intelligence artificielle et se spécialise dans la robotique et l'intelligence artificielle. En 1995, elle est invitée par l'Université d'Auckland pour faire un doctorat sur l'utilisation de l'intelligence artificielle en médecine. Elle explique avoir arrêté cette recherche au bout d'un an, en raison de conflits d'ordre éthique avec les spécialistes de l'hôpital,,.

### Carrière scientifique
Geertrui Mieke De Ketelaere commence sa carrière professionnelle en Nouvelle-Zélande comme analyste commerciale chez QED Software. En 1999, elle retourne en Europe pour accompagner des start-up de la Silicon Valley dans leur projet d'implantation d'une filiale en Europe. Par la suite elle participe à la réalisation du logiciel CrossWorld, acquis par IBM en 2002. C'est alors qu'elle décide de retourner en Belgique, où après une courte pause chez SAP, elle travaille durant cinq ans chez Microsoft dans diverses fonctions.
De 2007 à 2019, Mieke De Ketelaere collabore à diverses société multinationales dont SAS Institute et Selligent.
En 2018, elle est nommée par Trends comme ICT Woman of the Year et en 2020, elle figure parmi les Inspiring Fifty Belgium, 50 femmes inspirantes de Belgique.
Sur la base de son intérêt multidisciplinaire pour les données et l'intelligence artificielle, elle est sélectionnée pour participer au groupe d'experts gouvernemental AI4Belgium, chargé de préparer un plan structurel d'intelligence artificielle pour le pays,.
En 2019, elle rejoint l'Institut de microélectronique et composants (IMEC), centre de recherche en nanotechnologies où elle dirige les programmes en intelligence artificielle.

#### Human versus Machine
Début 2021, Geertrui Mieke De Ketelaere publie son premier livre, Human versus Machine, dans lequel elle démystifie le battage médiatique autour de l'intelligence artificielle et explique en termes simples ce qu'elle signifie dans et pour notre société. Elle estime que l'intelligence artificielle ne doit pas rester dans les mains des experts et plaide pour que tout le monde en comprenne les principes généraux et les conséquences. Pour y parvenir, des "traducteurs" doivent en expliquer le fonctionnement. Selon l'autrice, les systèmes d'intelligence artificielle doivent être développés surtout pour les tâches ennuyeuses, salissantes, dangereuses et difficiles. Elle alerte aussi sur les biais induits par le racisme ou la discrimination dans les données qui alimentent les algorithmes. L'algorithme est sujet à un biais cognitif dès le départ. Les données sont souvent influencées par le contexte, les cultures et les normes. Elle souligne l’importance des compétences humaines : « les enfants doivent se préparer à un avenir digital dans lequel les aptitudes sociales ont leur place. Ne leur enlevons pas cela en les faisant penser comme des ordinateurs. ». Geertrui Mieke De Ketelaere cède les droits de son livre, traduit en plusieurs langues au projet dwengo.org de sensibilisation des enfants aux technologies,,,.
En plus d'une application humaine et éthique de l'IA, Geertrui Mieke De Ketelaere préconise également une utilisation écologiquement durable de cette technologie.
Toujours en 2021, elle est nommée Digital Mind au sein du cabinet fédéral du secrétaire d'État à la Numérisation, Mathieu Michel. Dans ce cadre, avec une vingtaine d'autres personnalités, elle est chargée d’analyser et d’optimaliser l’impact du plan de relance digital belge et de conseiller l’ensemble des acteurs publics et privés, sur la mise en œuvre des projets. Un peu plus tard, elle devient conseillère indépendante et est nommée professeure auxiliaire d intelligence artificielle en novembre 2021 à la Vlerick Business School.
Mieke De Ketelaere poursuit à temps partiel son travail de directrice de l'IA chez IMEC, tout en conseillant diverses entreprises et est également régulièrement sollicitée dans les médias pour des interviews et des articles d'opinion et comme conférencière invitée pour diverses écoles de commerce, dont Vlerick, ISDI et Nyenrode. Elle est aussi co-commissaire d'un festival technologique, coach de start-up et enseignante.

## Publications
- (nl) Mens versus machine, Pelckmans Uitgevers, 2020  (ISBN 9789463370912)
  - version française : Homme versus machine, Pelckmans Uitgevers, 2021,  (ISBN 978-94-6401-327-6)